# Bencze József (rendőrtiszt)
Bencze József (Szikszó, 1954. március 23. –) rendőr altábornagy, 2007. május 29. és 2010. június 30. között országos rendőrfőkapitány. 2011 és 2016 között Magyarország szkopjei, majd 2016-tól manilai nagykövete.

## Civil pályafutása
Első munkahelye a Kohászati Gyárépítő Vállalat tápiószelei Vasszerkezeti Gyáregysége volt, ahol normatechnológusként dolgozott. 1974 és 1977 között a Nagykátai Járási Hivatal műszaki-munkavédelmi felügyelője, majd 1982-ig a Tápiószele és Vidéke ÁFÉSZ osztályvezetője volt. 1981-ben vették fel a József Attila Tudományegyetem Jogtudományi Karára, ahol 1986-ban végzett. Emellett elvégezte a Rendőrtiszti Főiskola szakosítóját is, majd a Vám- és Pénzügyőri Iskola tanult. 1982 és 1985 között Farmos tanácselnöke volt.

## Rendészeti pályafutása
1985-ben lépett be a rendőrség állományába, ekkor Nagykáta rendőrkapitányává nevezték ki, 1989-től a Belügyminisztérium osztályvezetője volt. Az 1990-es önkormányzati választáson Farmos község polgármesterévé választották, erről a tisztségéről 1991-ben lemondott, amikor Budapest. V. kerületének rendőrkapitányává nevezték ki. 1995-től a Miniszterelnöki Hivatal helyettes államtitkára és kormány-főtanácsadója, illetve a Gazdaságvédelmi Koordinációs Bizottság elnöke volt. 1997-ben a Vám- és Pénzügyőrség rendészeti főigazgatója lett. 2007-ben Bene László utódjaként országos rendőrfőkapitánnyá nevezték ki. 1997-ben pénzügyőr dandártábornokká, 2001-ben pénzügyőr vezérőrnaggyá, 2007-ben rendőr altábornaggyá nevezték ki.
Emellett a Magyar Rendészettudományi Társaság Igazgatási Tagozatának elnöke, a Gazdálkodási Tudományos Társaság hon- és rendvédelmi tagozatának társelnöke, a Pázmány Péter Katolikus Egyetem Jog- és Államtudományi Kar Deák Ferenc Továbbképző Intézetének oktatója, a Rendőrtiszti Főiskola címzetes főiskolai docense is. 2003-ban az International Police Association (IPA) magyar tagozatának alelnöke és 2005-től annak Vám- és Pénzügyőrségi Szervezetének elnöke. 2011-ben kinevezték Magyarország szkopjei, majd 2016-ban manilai nagykövetévé. 2020-tól a pristinai nagykövetség vezetésével bízták meg.

## Családja
Elvált, négy gyermek édesapja.